# Mystic Prophecy
Mystic Prophecy ist eine deutsche Power-Metal-Band aus Bad Grönenbach. In ihren Songs sind Elemente des amerikanischen Power Metals sowie auch des klassischen Heavy- und Thrash-Metals zu erkennen.

## Geschichte
Die Band wurde 2000 von Sänger Roberto D. Liapakis (Valley’s Eve) zusammen mit Martin Albrecht (Valley’s Eve, Stormwitch, Rough) gegründet. Kurz darauf kamen Schlagzeuger Dennis Ekdahl sowie auch Gitarrist Gus G. (Ozzy Osbourne, Firewind) hinzu, der die ersten drei Alben mit Mystic Prophecy aufgenommen hat. Danach gab es zahlreiche Wechsel in der Besetzung. Gitarrist Markus Pohl kam 2005 dazu und ist bis heute mit R. D. Liapakis das älteste Mitglied der Band. Die heutige Besetzung besteht noch aus Bassistin Joey Roxx und Schlagzeuger Hanno Kerstan. Im August 2017 wurde Evan K als neuer Leadgitarrist der Band angesagt.
Mystic Prophecy haben seit 2001 zwölf Studioalben veröffentlicht. Ihr neuntes Album War Brigade, das 2016 bei Massacre Records veröffentlicht wurde, beinhaltet einige ihrer bekanntesten Songs wie Metal Brigade, The Crucifix, War Panzer und Burning Out. Im Januar 2018 hat die Band ihre zehnte LP mit Coverversionen von Liedern wie Shadow on the Wall (Mike Oldfield), You Keep Me Hangin’ On (The Supremes), Because the Night (Patti Smith) oder Hot Stuff (Donna Summer) veröffentlicht.
Im Januar 2020 veröffentlichten Mystic Prophecy ihr elftes Album „Metal Division“ das ihr erfolgreichstes bisher sein sollte. Das Album erreichte Platz 20 in den Deutschen Charts. Auf die Veröffentlichung des Albums folgte eine Tour.

## Diskografie
Alben
- 2001: Vengeance (B-Mind Records)
- 2003: Regressus (Nuclear Blast)
- 2004: Never Ending (Nuclear Blast)
- 2006: Savage Souls (Massacre Records)
- 2007: Satanic Curses (Massacre Records)
- 2009: Fireangel (Massacre Records)
- 2011: Ravenlord (Massacre Records)
- 2013: Killhammer (Massacre Records)
- 2016: War Brigade (Massacre Records)
- 2018: Monuments Uncovered (Massacre Records)
- 2020: Metal Division (ROAR)
- 2023: Hellriot (ROAR)